# Secrétaire en chef du Trésor du cabinet fantôme
Le secrétaire en chef du Trésor du cabinet fantôme est, dans le système parlementaire britannique, membre du cabinet fantôme qui est responsable de l'observation du Trésor de Sa Majesté.

## Liste des secrétaires en chef du Trésor de l'ombre
| Nom | Nom                   | Portrait | Début de mandat   | Fin de mandat     | Parti politique |
| --- | --------------------- | -------- | ----------------- | ----------------- | --------------- |
|     | Bryan Gould           |          | 30 octobre 1986   | 13 juillet 1987   | Travailliste    |
|     | Gordon Brown          |          | 13 juillet 1987   | 9 janvier 1989    | Travailliste    |
|     | Margaret Beckett      |          | 9 janvier 1989    | 18 juillet 1992   | Travailliste    |
|     | Harriet Harman        |          | 18 juillet 1992   | 21 juillet 1994   | Travailliste    |
|     | Andrew Smith          |          | 21 juillet 1994   | 25 juillet 1996   | Travailliste    |
|     | Alistair Darling      |          | 25 juillet 1996   | 3 mai 1997        | Travailliste    |
|     | David Heathcoat-Amory |          | 19 juin 1997      | 26 septembre 2000 | Conservateur    |
|     | Oliver Letwin         |          | 26 septembre 2000 | 18 septembre 2001 | Conservateur    |
|     | John Bercow           |          | 18 septembre 2001 | 11 novembre 2003  | Conservateur    |
|     | Howard Flight         |          | 11 novembre 2003  | 14 juin 2004      | Conservateur    |
|     | George Osborne        |          | 14 juin 2004      | 10 mai 2005       | Conservateur    |
|     | Philip Hammond        |          | 10 mai 2005       | 6 décembre 2005   | Conservateur    |
|     | Theresa Villiers      |          | 6 décembre 2005   | 2 juillet 2007    | Conservateur    |
|     | Philip Hammond        |          | 2 juillet 2007    | 11 mai 2010       | Conservateur    |
|     | Liam Byrne            |          | 11 mai 2010       | 8 octobre 2010    | Travailliste    |
|     | Angela Eagle          |          | 8 octobre 2010    | 7 octobre 2011    | Travailliste    |
|     | Rachel Reeves         |          | 7 octobre 2011    | 7 octobre 2013    | Travailliste    |
|     | Chris Leslie          |          | 7 octobre 2013    | 11 mai 2015       | Travailliste    |
|     | Shabana Mahmood       |          | 11 mai 2015       | 13 septembre 2015 | Travailliste    |
|     | Seema Malhotra        |          | 13 septembre 2015 | 27 juin 2016      | Travailliste    |
|     | Rebecca Long Bailey   |          | 27 juin 2016      | 9 février 2017    | Travailliste    |
|     | Peter Dowd            |          | 9 février 2017    | 6 avril 2020      | Travailliste    |
|     | Bridget Phillipson    |          | 6 avril 2020      | 29 novembre 2021  | Travailliste    |
|     | Pat McFadden          |          | 29 novembre 2021  | 4 septembre 2023  | Travailliste    |
|     | Darren Jones          |          | 4 septembre 2023  | En fonction       | Travailliste    |